# Sadie Thompson
Sadie Thompson is een Amerikaanse dramafilm uit 1928 onder regie van Raoul Walsh. Het scenario is gebaseerd op een verhaal van W. Somerset Maugham. Actrice Gloria Swanson werd voor haar rol in de film genomineerd voor een Oscar voor Beste Actrice in 1929. George Barnes kreeg een nominatie voor Beste Camerawerk.

## Verhaal
Sadie Thompson heeft een zwaar leven achter de rug en komt naar Pago-Pago om een nieuw leven te beginnen. Ze ontmoet hier een missionaris en wordt verliefd. Als ook een andere man achter haar aanzit, wordt Thompsons leven opnieuw erg zwaar.

## Rolverdeling
| Acteur            | Personage               |
| ----------------- | ----------------------- |
| Lionel Barrymore  | Alfred Davidson         |
| Blanche Friderici | Mevrouw Davidson        |
| Charles Lane      | Dr. Angus McPhail       |
| Florence Midgely  | Mevrouw McPhail         |
| James A. Marcus   | Joe Horn                |
| Sofia Ortega      | Ameena                  |
| Will Stanton      | Kwartiermeester Bates   |
| Raoul Walsh       | Sergeant Timothy O'Hara |
| Gloria Swanson    | Sadie Thompson          |